# Реймонд (Вашингтон)
Реймонд (англ. Raymond) — місто (англ. city) в США, в окрузі Пасифік штату Вашингтон. Населення — 3081 особа (2020).

## Географія
Реймонд розташований за координатами 46°41′1″ пн. ш. 123°44′22″ зх. д. / 46.68361° пн. ш. 123.73944° зх. д. (46.683570, -123.739383).  За даними Бюро перепису населення США в 2010 році місто мало площу 11,97 км², з яких 10,52 км² — суходіл та 1,45 км² — водойми.

### Клімат
Місто знаходиться у зоні, котра характеризується середземноморським кліматом. Найтепліший місяць — липень із середньою температурою 15.6 °C (60 °F). Найхолодніший місяць — січень, із середньою температурою 3.9 °С (39 °F).
| Клімат Реймонда         | Клімат Реймонда | Клімат Реймонда | Клімат Реймонда | Клімат Реймонда | Клімат Реймонда | Клімат Реймонда | Клімат Реймонда | Клімат Реймонда | Клімат Реймонда | Клімат Реймонда | Клімат Реймонда | Клімат Реймонда | Клімат Реймонда |
| Показник                | Січ.            | Лют.            | Бер.            | Квіт.           | Трав.           | Черв.           | Лип.            | Серп.           | Вер.            | Жовт.           | Лист.           | Груд.           | Рік             |
| Середній максимум, °C   | 8               | 10              | 12              | 14              | 17              | 19              | 22              | 22              | 21              | 16              | 11              | 8               | 15              |
| Середня температура, °C | 4               | 5               | 7               | 9               | 11              | 14              | 16              | 16              | 15              | 11              | 7               | 5               | 10              |
| Середній мінімум, °C    | 1               | 1               | 2               | 3               | 6               | 8               | 10              | 10              | 9               | 6               | 3               | 1               | 5               |
| Норма опадів, мм        | 318             | 256             | 234             | 159             | 99              | 74              | 33              | 43              | 90              | 188             | 306             | 344             | 2143            |
| Днів з опадами          | 21,9            | 18,3            | 21,8            | 19,9            | 16,8            | 13,3            | 8               | 7,9             | 10,3            | 18,4            | 22,5            | 21,4            | 200,5           |
| Днів зі снігом          | 0,1             | 0,1             | 0               | 0               | 0               | 0               | 0               | 0               | 0               | 0               | 0               | 0,1             | 0,3             |
| ----------------------- | --------------- | --------------- | --------------- | --------------- | --------------- | --------------- | --------------- | --------------- | --------------- | --------------- | --------------- | --------------- | --------------- |
| Джерело: Weatherbase    |                 |                 |                 |                 |                 |                 |                 |                 |                 |                 |                 |                 |                 |

## Демографія
Згідно з переписом 2010 року, у місті мешкали 2882 особи в 1151 домогосподарстві у складі 698 родин. Густота населення становила 241 особа/км².  Було 1279 помешкань (107/км²).
Расовий склад населення:
| - 75,9 % — білих - 6,8 % — азіатів - 2,5 % — корінних американців - 0,9 % — чорних або афроамериканців - 10,1 % — осіб інших рас |

До двох чи більше рас належало 3,9 %. Частка іспаномовних становила 16,2 % від усіх жителів.
За віковим діапазоном населення розподілялося таким чином: 23,4 % — особи молодші 18 років, 58,2 % — особи у віці 18—64 років, 18,4 % — особи у віці 65 років та старші. Медіана віку мешканця становила 41,0 року. На 100 осіб жіночої статі у місті припадало 99,4 чоловіків;  на 100 жінок у віці від 18 років та старших — 97,9 чоловіків також старших 18 років.
Середній дохід на одне домашнє господарство  становив 42 616 доларів США (медіана — 32 475), а середній дохід на одну сім'ю — 50 938 доларів (медіана — 39 180). Медіана доходів становила 50 132 долари для чоловіків та 38 162 долари для жінок. За межею бідності перебувало 25,6 % осіб, у тому числі 36,5 % дітей у віці до 18 років та 6,3 % осіб у віці 65 років та старших.
Цивільне працевлаштоване населення становило 850 осіб. Основні галузі зайнятості: виробництво — 28,4 %, освіта, охорона здоров'я та соціальна допомога — 27,5 %, публічна адміністрація — 7,6 %, мистецтво, розваги та відпочинок — 7,6 %.